# 中星石化控股
中星石化控股有限公司，簡稱中星石化控股，以及中星石化（英語：Sinostar Pec Holdings Limited，SGX：C9Q），在2000年由山東東明石化集團有限公司（華魯控股集團有限公司旗下）分拆成立。
現時在中國內地經營及分銷下游石化产品生产商，分馏液化石油气供生产用。總部位於中國山東省東明縣黃河路27號。現時由李湘平及樊登朝主理。招股價為0.38坡元，發售股份160,400,000股，集資額為61,000,000坡元。股份在2007年9月26日於新加坡交易所主板上市。

## 連結
- Sinostar-PEC.com（页面存档备份，存于）